# Christophorus 1
Christophorus 1 ist der am Flughafen Innsbruck stationierte Notarzthubschrauber (NAH), der am 1. Juli 1983 als erster privater bzw. ziviler NAH Österreichs in Dienst gestellt wurde. Er wurde nach dem heiligen Christophorus benannt, dem katholischen Schutzpatron der Reisenden.
Betreiber ist einerseits der ÖAMTC, der die Piloten stellt, andererseits das Rote Kreuz, das die HCMs und die Flugrettungsärzte (FLRA) stellt.
Die fliegenden Notärzte sind Chirurgen, Anästhesisten und Internisten aus den verschiedenen Kliniken in Tirol.

## Geschichte
Gerhard Flora, der ehemalige Leiter der gefäßchirurgischen Abteilung an der Universitätskrankenhaus Innsbruck, wird als „geistiger Vater“ des Christophorus 1 angesehen. Er initiierte gemeinsam mit dem ÖAMTC das Projekt „Christophorus-Notarzthubschrauber“. Durch diese Initiative wurde in Österreich in Kooperation mit dem BM.I und dem Österreichischen Bundesheer ein flächendeckendes Netz an Notarzthubschraubern geschaffen.
Christophorus 1 brachte am 11. Oktober 1983 den Organspender Albin Castelrotto ins Universitätskrankenhaus Innsbruck, wo sein Herz dem Patienten Josef Wimmer eingesetzt wurde. Es war dies die erste Herztransplantation in Österreich. In der Berichterstattung der österreichischen Massenmedien wurde auch Christophorus 1  häufig erwähnt.
Christophorus 1 übersiedelte im Frühjahr 2005 vom Flughafen Innsbruck in das nahe gelegene Flugrettungszentrum West, das auf 2.800 m² Fläche für die ÖAMTC-Flugrettung und die Flugpolizei des Innenministeriums errichtet wurde.
Dort sind nicht nur die beiden Stützpunkte von Christophorus und Innenministerium untergebracht, sondern auch die Technik der Heli Air, die für die Wartung aller ÖAMTC-Hubschrauber verantwortlich ist.

## Hubschrauberlandeplatz
Der Hubschrauberlandeplatz des Christophorus 1 am Flugrettungszentrum West hat einen eigenen ICAO-Code. Dieser lautet LOJO.